# リラグルチド
リラグルチド（Liraglutide）とは、2型糖尿病治療用の長期作用型GLP-1受容体作動薬である。血糖値の高い場合にのみインスリン分泌効果等を発揮し、臨床的に有意な血糖降下作用を示す。日本での商品名はビクトーザ、アメリカ合衆国での商品名はサクセンダ。ただし、インスリンの代替薬としては使用できない。
アメリカ合衆国では、過体重関連疾患を1つ以上有する肥満症の治療薬としても承認されている。開発コードNN9924。

## 薬理

### 2型糖尿病
リラグルチドは、アシル化されたGLP-1アゴニストであり、ヒトGLP-1-(7-37)誘導体である。内因性GLP-1と異なり、リラグルチドはプロテアーゼによる分解を受け難く、血漿中の血中半減期は13時間である。
血糖が上昇すると、膵β細胞内へブドウ糖が取り込まれ、細胞内ATPが増え、インスリンが分泌される。GLP-1（およびその誘導体）はこの細胞内情報伝達を増幅し、高血糖ではインスリン分泌が促進される。しかし血糖値が下がると、β細胞はブドウ糖を取り込まなくなり細胞内情報伝達は行われない。そのためインクレチン濃度が高くても細胞内信号増幅経路は作用せず、インスリンは分泌されない。このため単独で使用した場合、低血糖を来し難い薬物とされている。
GLP-1の作用として上記の機序による食後高血糖是正作用（服用後24時間まで）のほか、消化管での内容物移動の遅延（消化が遅くなり血糖値の上昇が緩やかになる）や食事性グルカゴン分泌の抑制といった作用もある。
膵β細胞のアポトーシス防止およびβ細胞の再生効果が、動物実験で見られている。
グリメピリドとの比較試験の結果、食欲抑制作用および体重増加防止作用が見られた。ステロイドによる耐糖能異常に有用との報告がある。血中トリグリセリド濃度を低下させる。

### 肥満症
（日本では厚生労働省に承認されていないため、自由診療）

身体活動性を上昇させ、食欲が低下するので、成人の肥満症患者の低カロリーダイエットの補助薬として、長期の体重管理に有用である。アメリカ合衆国では、BMI≥30kg/m2（肥満）または≥27kg/m2（過体重）で関連併存症（高血圧、2型糖尿病、脂質異常症（高脂血症））がある場合に承認されている。
2014年後半に報告された無作為化二重盲検偽薬対照国際臨床試験である SCALE™ Obesity and Prediabetes試験（Phase IIIa試験）では、合併症を有するBMI30以上の肥満、またはBMI27以上の過体重の患者3,731名が、リラグルチドまたは偽薬（いずれも食事療法・運動療法を併用）に割り付けられた。56週間後、被験者の体重はリラグルチド群で9.2%、偽薬群で3.5%減少した。

## 副作用
糖尿病性ケトアシドーシスによる死亡例が報告され、2010年10月には製造元より安全性情報が出されている。
- 低血糖（頻度不明）

高齢者、軽度腎機能低下、SU薬の高用量内服、SU薬ベースで他剤併用、シタグリプチン内服追加後早期に低血糖が出現
- 膵炎（頻度不明）
- 胃腸障害（便秘、下痢）

金沢大学附属病院らの131例での調査によれば、67.2%に有害事例が見られ、11.5%は投与を中止した。なお、高度腎機能障害と糖尿病罹患15年以上が独立した危険因子であったと報告されている。
- 悪心など
- 角膜障害[12]
- 味覚障害[12]

重大な副作用として添付文書には低血糖（スルホニルウレア剤またはインスリン製剤と併用した場合）、膵炎、腸閉塞が記載されている。

### 甲状腺癌の懸念
臨床用量の8倍をラットに投与した結果、リラグルチドは統計学的に有意に甲状腺癌を増加させたが、ヒトでの増加については不明である。臨床試験では、リラグルチド投与群の1.3/1,000人年（4名）、対照群の1.0/1,000人年（1名）で甲状腺腫瘍が懸念された。これら5名では腫瘍マーカー（カルシトニン）が増加し、潜在性の腫瘍の存在が示唆された。
米国FDAは、『血清カルシトニン（甲状腺髄様癌のマーカー）はリラグルチド群で若干増加するものの、正常域内であり、癌レジストリで15年間経過観察する必要がある。』としている。

### 膵炎の懸念
2013年に、急性膵炎による入院とインクレチン関連薬との間に、統計学的に有意な相関が認められるとの報告が発表された。
それに呼応して、アメリカ食品医薬品局と欧州医薬品庁は、インクレチン関連薬と膵炎・膵癌との関連性の有無を検討すべく入手可能な全てのデータのレビューを開始した。2014年にNew England Journal of Medicine で公表された共同声明では、「2型糖尿病に対するシタグリプチンの25の臨床試験に登録された14,611名のデータからは、膵炎または膵癌の増加を示す明確な根拠は見い出せず」「FDAおよびEMAは、インクレチン関連薬と膵炎または膵癌との因果関係に関する学術論文および報道は、現状のデータと一致しないと認める。今回、両機関は因果関係があるとの結論には至らなかったが、今後もより多くのデータを収集し、安全性シグナルの検出を継続する」と結論を出した。

## 薬物動態
内因性のGLP-1の血漿中の血中半減期は1.5〜2分であり、DPP-4およびNEPで分解される。筋肉内注射した場合でも半減期は約0.5時間であり、臨床応用は限られる。GLP-1の活性型は内因性のGLP-1-(7-36)NH2とGLP-1-(7-37)であり、GLP-1-(7-37)の方が少ない。リラグルチドはその効果を持続させるためにGLP-1-(7-37)の1箇所に脂肪酸を結合させ、投与部位である皮下組織および血中で自己会合を形成しまたはアルブミンと結合する事により、活性型GLP-1がゆっくりと一定量血中に放出される様に設計されており、血中半減期が13時間に延長している。腎臓からの排泄もGLP-1-(7-37)に比べて遅い。

## 承認取得状況
2型糖尿病の治療薬としては、2009年7月に欧州医薬品庁（EMA）に承認された後、2010年1月にアメリカ食品医薬品局（FDA）に承認された。日本では2010年1月に承認を取得している。
2014年12月には、米国で併存性を有する肥満症の治療薬として承認された。

## 研究開発
リラグルチドの第I相臨床試験は2010年に開始された。
2014年のマウスの実験でリラグルチドは認知症による脳のダメージを低減し、記憶力低下を抑えることが示された。